# Bad Dürkheim (stacja kolejowa)
Bad Dürkheim (niem: Bahnhof Bad Dürkheim) – stacja kolejowa w Bad Dürkheim, w kraju związkowym  Nadrenia-Palatynat, w Niemczech. Jest stacją czołową na linii Pfälzische Nordbahn pomiędzy Neustadt an der Weinstraße i Monsheim.

## Historia
Stacja została w dniu 6 maja 1865 jako część trasy Neustadt–Bad Dürkheim. Odcinek Grünstadt–Bad Dürkheim otwarto w dniu 20 lipica 1873 i stała się stacją czołową.
W 1913 roku trasa Rhein-Haardtbahn została otwarta, która kończy się na stacji kolejowej. Odcinek między Ludwigshafen am Rhein-Oggersheim i Bad Dürkheim ma charakter tramwaju. Rhein-Haardt Bahn zbudowano zamiast bezpośredniego połączenia kolejowego kolei państwowej pomiędzy Bad Dürkheim i Ludwigshafen am Rhein.
Od likwidacji byłej głównej stacji w Ludwigshafen am Rhein w 1960 roku, jest ona jedyną stacją czołową w Vorderpfalz.

## Linie

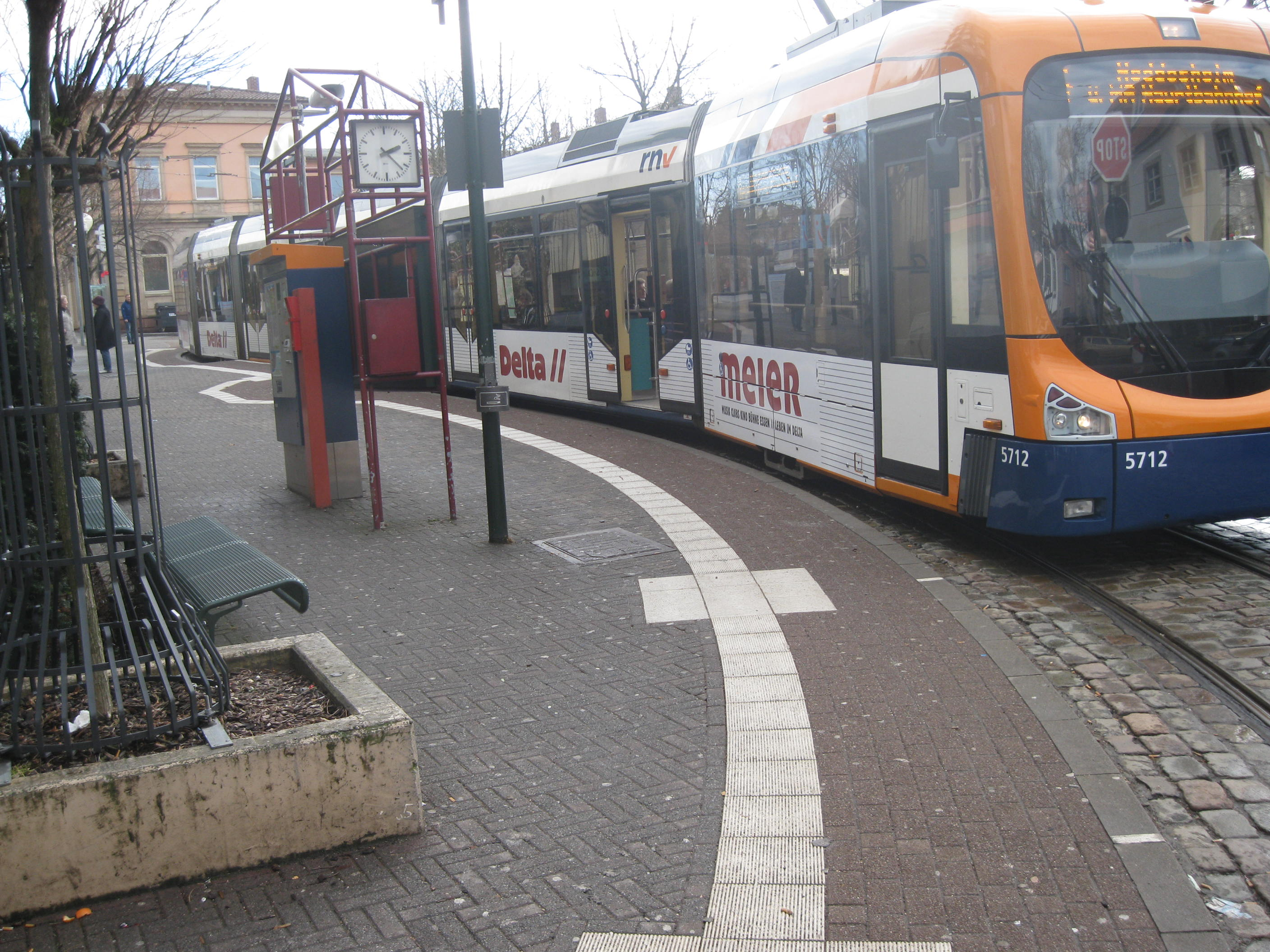
Pętla tramwajowa na dworcu

Bad Dürkheim posiada 3 tory w ruchu pasażerskim obsługujące wyłącznie pociągi regionalne. W 30 minutowym takcie, regionalnej linii kolejowej łączącej dworzec z miastem Neustadt an der Weinstraße. W weekendy i święta w okresie letnim, pociąg turystyczny o nazwie Elsass-Express kursuję między Moguncją przez Bad Dürkheim do Wissembourg. Również tutaj znajduje się na zewnątrz stacji, pętla tramwaju Rhein-Haardtbahn. Na tej trasie uruchomiane są 4 linię tramwajowej sieci w Ludwigshafen am Rhein i Mannheim.
| Linia             | Trasa                                                                               | Takt              |
| ----------------- | ----------------------------------------------------------------------------------- | ----------------- |
| RE Elsass-Express | Mainz – Bad Dürkheim – Neustadt (Weinstraße) – Landau (Pfalz) – Wissembourg         | Pociąg weekendowy |
| RB 45             | Neustadt (Weinstraße) – Bad Dürkheim – Freinsheim – Grünstadt – Monsheim            | 30 min            |
| RB 4              | Heddesheim – Mannheim – Ludwigshafen am Rhein – Maxdorf – Ellerstadt – Bad Dürkheim | 30 min            |